# Libyan Airlines
Libyan Airlines er det nationale flyselskab i Libyen. Selskabet har hub og hovedkontor på Tripoli International Airport, 34 km fra landets hovedstad Tripoli. Selskabet blev etableret i 1964.
Libyan opererede i september 2013 ruteflyvninger til omkring 20 destinationer. Flyflåden bestod af 20 fly med en gennemsnitsalder på 3.8 år. Her af var der blandt andet otte eksemplarer af Airbus A320, samt to eksemplarer af ATR 42-500.